# NGC 51
NGC 51 (ook wel PGC 974, UGC 138, MCG 8-1-35, ZWG 549.31 of NPM1G +47.0009) is een lensvormig sterrenstelsel in het sterrenbeeld Andromeda.
NGC 51 werd op 7 september 1885 ontdekt door de Amerikaanse astronoom Lewis A. Swift.